# Ando Tadao
Ando Tadao (安藤 忠雄 Andō Tadao, あんどただお,An Đằng Trung Hùng) (sinh 13 tháng 9 năm 1941 ở Osaka, Nhật Bản) là một kiến trúc sư người Nhật. Ông là một người theo chủ nghĩa Phê bình khu vực. Ando chưa hề qua một trường lớp đào tạo về kiến trúc nào. Thời trẻ, ông đã một mình thực hiện một chuyến đi từ Đông sang Tây để tự quan sát và học hỏi. Ông đã từng là tài xế, một võ sĩ quyền Anh trước khi là một kiến trúc sư. Năm 1969, ông thành lập hãng kiến trúc Ando Tadao và cộng sự.

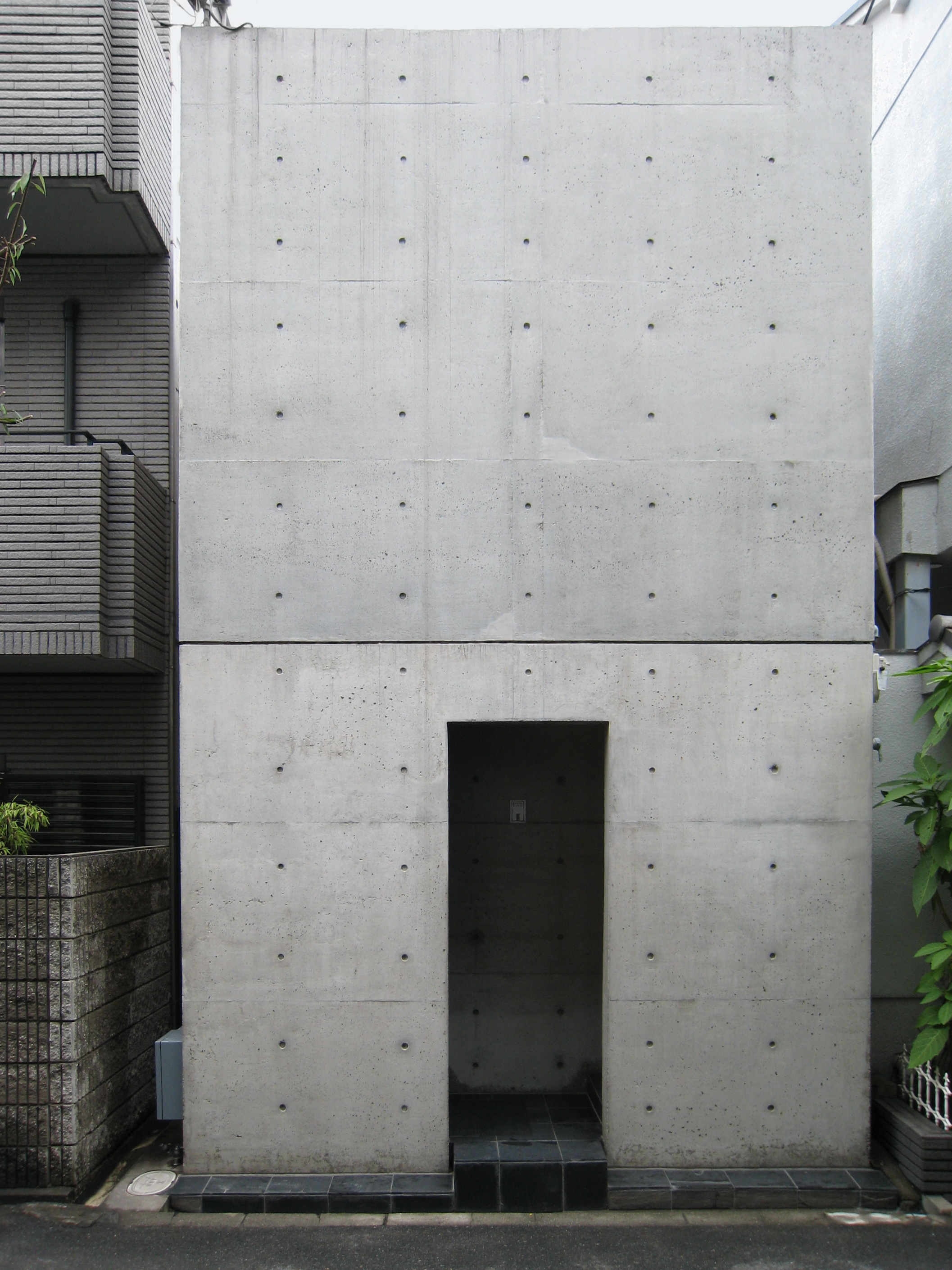
Nhà lô (Azuma House), Sumiyoshi, tỉnh Osaka, Nhật Bản, 1976

Công trình nhà lô ở Sumiyoshi (Azuma House), một nhà nhỏ 2 tầng, hoàn thành năm 1972 là công trình đầu tiên bộc lộ những đặc điểm kiến trúc của ông. Nó bao gồm 3 khối không gian vuông cân bằng. Trong đó, hai khối đặc của không gian nội thất được chia cắt bằng một không gian mở của sân.
Năm 1995, Ando được nhận giải thưởng Pritzker và 100.000 đô la Mỹ. Ông đã tặng số tiền đó cho những trẻ em mồ côi trong cuộc động đất Hanshin.

## Các công trình

### Đã hoàn thành

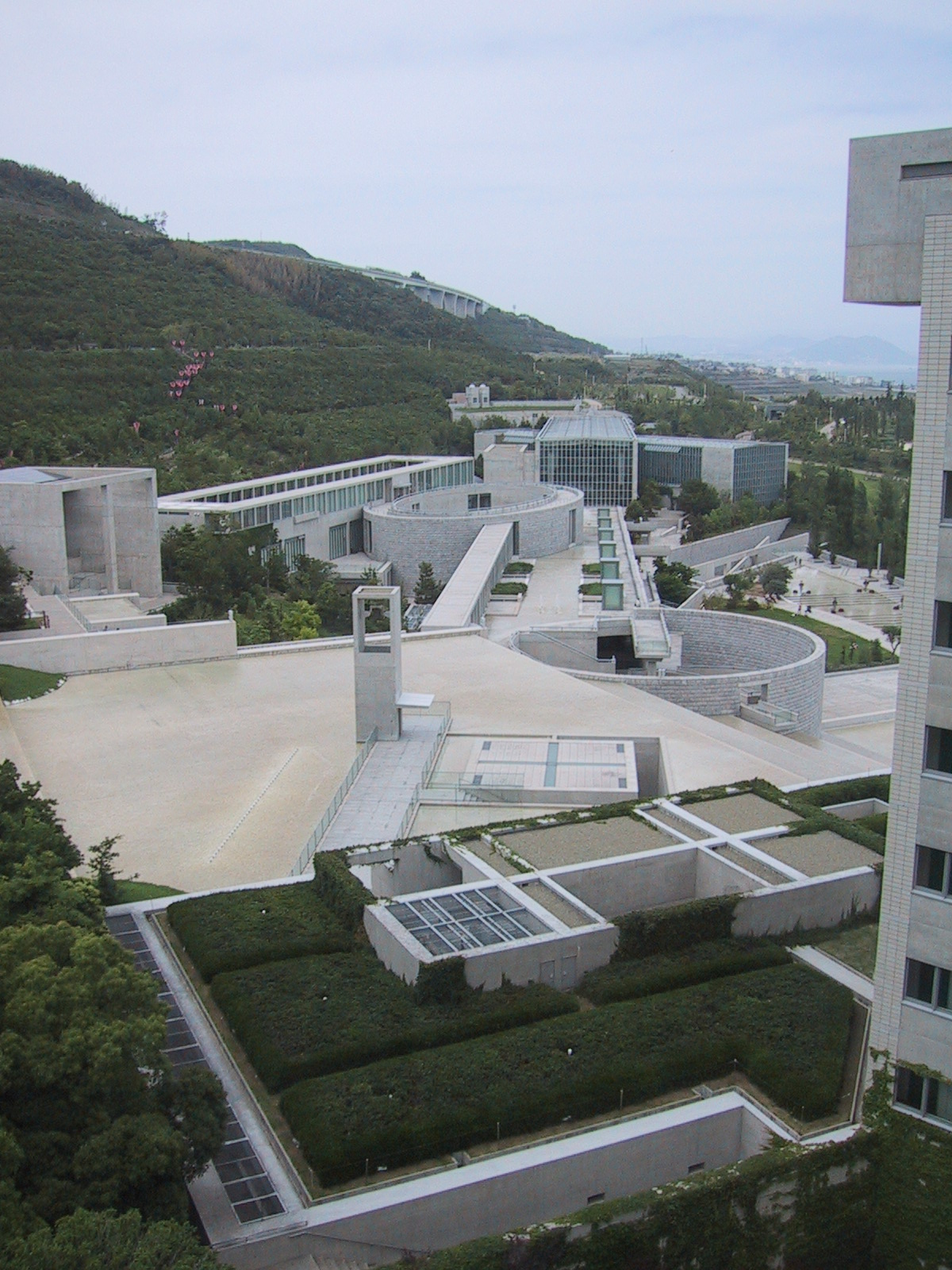
Đảo Westin Awaji

Bảo tàng Suntory

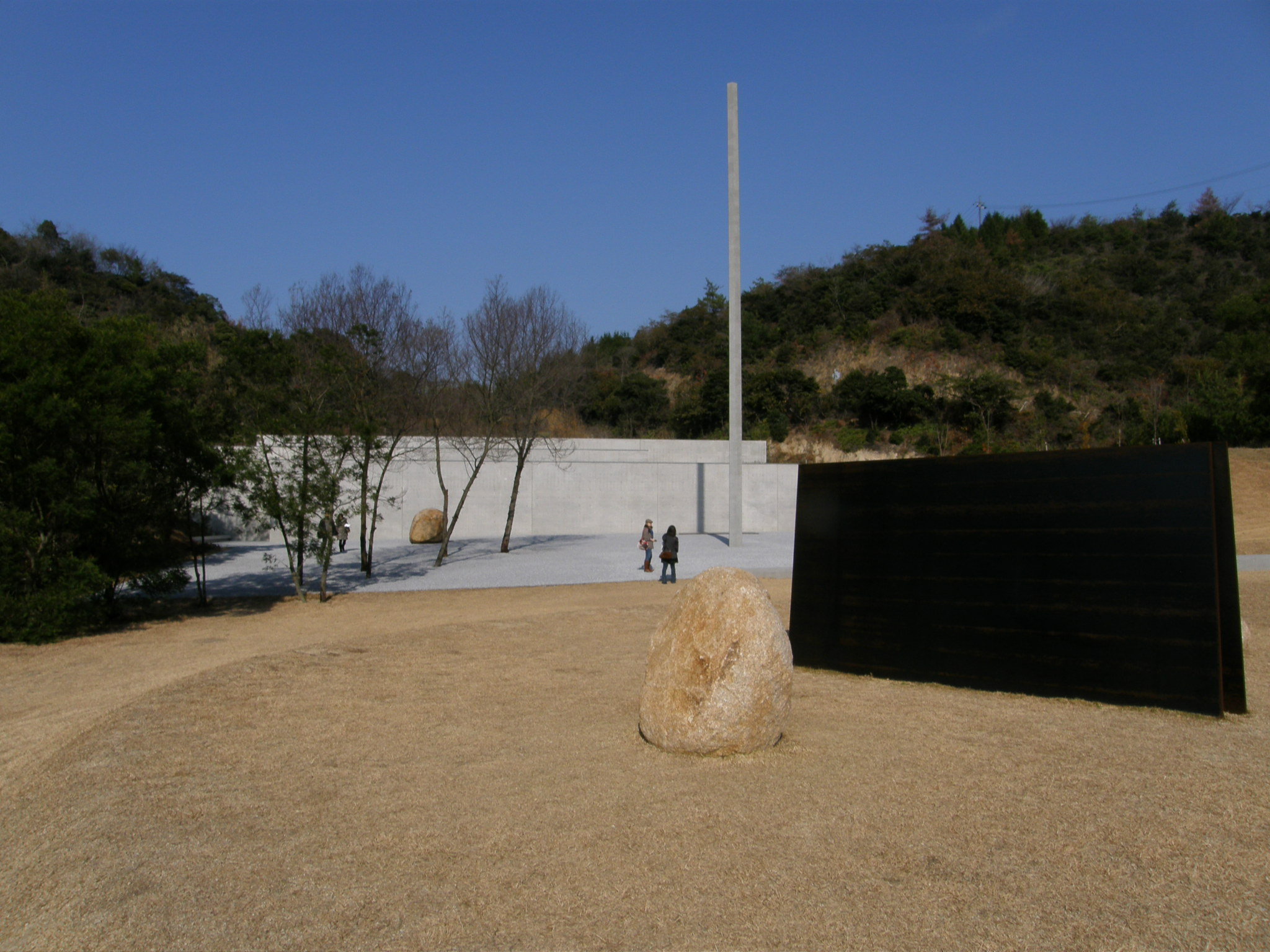
Lee U-Fan museum

- Nhà lô (Azuma House), Sumiyoshi, tỉnh Osaka, Nhật Bản, 1976
- Khu tập thể Rokko, giai đoạn 2, Rokko, tỉnh Hyogo, Nhật Bản, 1983
- Festival, Naha, tỉnh Okinawa, Nhật Bản, 1984
- Nhà thờ nước, Tomamu, tỉnh Hokkaido, Nhật Bản, 1988
- GALLERIA akka, thành phố Osaka, Nhật Bản, 1988
- Bảo tàng trẻ em, Himeji, tỉnh Hyogo, Nhật Bản, 1989
- Nhà thờ ánh sáng, Ibaraki, tỉnh Osaka, Nhật Bản, 1989  Lưu trữ ngày 8 tháng 4 năm 2007 tại Wayback Machine  Lưu trữ ngày 9 tháng 9 năm 2015 tại Wayback Machine
- Collezione, Tokyo, Nhật Bản, 1989
- Nhà làm việc RAIKA HEADQUARTES BUILDING, Osaka, Nhật Bản, 1989.
- Đền thờ nước, đảo Awaji, tỉnh Hyogo, Nhật Bản, 1991  Lưu trữ ngày 15 tháng 9 năm 2004 tại Wayback Machine
- Bảo tàng Nghệ thuật đương đại Naoshima, Naoshima, tỉnh Kagawa, Nhật Bản, 1992  Lưu trữ ngày 21 tháng 2 năm 2006 tại Wayback Machine  Lưu trữ ngày 25 tháng 11 năm 2005 tại Wayback Machine
- Gian triển lãm Nhật Bản tại Expo '92, Sevilla, Tây Ban Nha, 1992
- Nhà tập thể Rokko, giai đoạn 2, Rokko, Kobe, Nhật Bản, 1993
- Nhà bảo tàng Sunstory, thành phố Osaka, Nhật Bản, 1995
- Nhà riêng, Chicago, Illinois, 1997
- Quỹ nghệ thuật Pulitzer, Saint Louis, Missouri, 2001  Lưu trữ ngày 18 tháng 10 năm 2005 tại Wayback Machine
- Bảo tàng tưởng niệm Ryotaro Shiba, Higashiosaka, tỉnh Osaka, Nhật Bản, 2001
- Bảo tàng Nghệ thuật Hiện đại Fort Worth, Fort Worth, Texas, 2002  Lưu trữ ngày 14 tháng 8 năm 2004 tại Wayback Machine
- Bảo tàng Nghệ thuật Chichu, Naoshima, tỉnh Kagawa, Nhật Bản, 2004
- Nhà hàng Morimoto Manhattan, 2006

### Đang trong quá trình xây dựng
- Dự án Jingumae 4-Chome, Tokyo, Japan (dự kiến hoàn thành tháng 1 năm 2006)  Lưu trữ ngày 2 tháng 11 năm 2005 tại Wayback Machine
- Nhà, khu chuồng ngựa, lăng cho nhà thiết kế Tom Ford, gần Santa Fe, New Mexico, Mỹ
- Mở rộng Viện học Nghệ thuật Clark ở Williamstown, Massachusetts

## Giải thưởng
- Giải thưởng thường niên (Row, Sumiyoshi), Học viện Kiến trúc Nhật Bản, 1979
- Giải thưởng Văn hóa (Khu nhà Rokko Housing 1 và 2), Nhật Bản, 1983
- Huy chương Alvar Aalto của Hiệp hội kiến trúc sư Phần Lan, 1985
- Huy chương vàng kiến trúc, Viện hàn lâm Kiến trúc Pháp, 1989
- Giải thưởng kiến trúc Carlsberg, Đan Mạch, 1992
- Giải thưởng Hàn lâm nghệ thuật Nhật Bản, Nhật Bản, 1993
- Giải thưởng Pritzker, 1995
- Hiệp sĩ Hiệp hội Văn học và Nghệ thuật Pháp, Pháp, 1995
- Giải thưởng Hoàng gia "FRATE SOLE" về kiến trúc, Hiệp hội nghệ thuật Nhật Bản, 1996
- Huân chương Hiệp hội Văn học và Nghệ thuật Pháp, Pháp, 1997
- Huy chương vàng Hoàng gia, Hiệp hội kiến trúc sư Hoàng gia Anh (RIBA), 1997
- Huy chương vàng AIA, Hiệp hội Kiến trúc sư Mỹ (AIA), 2002

### Sách
- Francesco Dal Co. Tadao Ando: Complete Works. Phaidon Press, 1997
- Frampton, K. Tadao Ando: Buildings, Projects, Writings. Rizzoli International Publications, 1984
- Vynckt, R. International Dictionary of Architects and Architecture. St. James Press, 1993.